# 校尉
校尉是古代中国的武官官职，在歷史上具重要影響力。該職位於汉朝时达到鼎盛，其地位仅次于各将军，但是其手下必有親自统领的部队，而将军却不一定有自己的军队，所以其实际影响力有时候甚至超过将军；东汉末年三国序幕之时，名义上统领天下兵马的大将军何进被宦官所杀，而其手下的西園軍校尉袁绍、曹操等却以此職位带领士兵兵變杀死了所有的宦官。

## 概况

### 秦朝
校尉在战国时期已成为正式编制内的武官。秦国军队中的校尉为统领一「校」的中级军官。邯郸之战中王陵战不善,亡五校。

### 西汉
沿袭秦朝，为中级军官，高級將軍(享有開府置官之權，位上卿)的屬官。
另一類則是漢武帝時在镇守长安的北军中置中垒、屯骑、步兵、越骑、长水、胡骑、射声、虎贲八校尉，分统禁军，秩二千石、位次诸将军。
- 中垒校尉：掌北军垒门内，外掌西域，统领八校。
- 屯骑校尉：掌重骑兵部队。
- 步兵校尉：掌上林苑门屯兵。
- 越骑校尉：掌轻骑兵部队。
- 长水校尉：掌驻扎在长水、宣曲的由匈奴等胡人组成的骑兵。
- 胡骑校尉：掌驻扎在池阳由匈奴（部族与长水校尉所辖不同）等胡人组成的骑兵，根据属兵情况，并不常置。
- 射声校尉：掌禁军（羽林军）中的弓箭手部队。
- 虎贲校尉：掌战车部队。

此外另置城门校尉，统领京师各门屯卫，分八屯。在西域、西南等少数民族地区的驻军长官也称校尉，如驻西域的戊己校尉、驻秦隴鎮守羌族地帶的护羌校尉等。
汉武帝时，名将霍去病在受将军职前曾因战功被封为骠姚校尉，时年仅十八岁。

### 东汉
东汉改设五校尉，继续统领宿卫兵，秩比二千石，官高职显，很多由皇族和亲信担任。
- 北门中侯，掌监五校尉
- 屯骑校尉，初年曾改名为骁骑校尉，但很快复原。
- 越骑校尉，初年曾改名为青巾左校尉，但很快复原。
- 步兵校尉，名称如旧，但都城到了雒阳后的实际职权变化不明。
- 长水校尉，并入了西汉胡骑校尉所属。
- 射声校尉：并入了西汉虎贲校尉职属。

城门校尉继续执掌雒阳十二城门。
到汉末灵帝曾经特设西园八校尉，掌管京師附近的兵权。
但此时随着军权分散，各地诸侯并起，校尉的名号开始多见，如骁骑校尉（曹操）、折冲校尉（袁术、孙策、夏侯惇）、鹰扬校尉（曹洪）等，而地位则居于越来越多的各中郎将之下。
在北方等少数民族地区的驻军长官也称校尉，护羌校尉、护乌桓校尉等。

### 魏晋以后
汉朝以后，基本效仿东汉五校建制，不过校尉的地位日渐低落。西晋时沿袭曹魏，有乌桓校尉和东夷校尉，分别专门管理北方与幽州一带、和东北方向的少数民族事务的武官。泰始十年（274年）幽州东部的遼東地區从幽州分出，設置平州。东夷校尉顺理成章地专门管理东北与平州一带少数民族地区的军官。
東晉時，亦設立有平羌校尉一職。多由仇池公兼領之。
隋唐时期定例为軍人散官低品官号，明清尊称卫士為「校尉」，校尉已经变成士兵了。

## 现代歧义
在世界各國現代軍銜中，“校尉”一词可用作「校官」與「尉官」之合稱，有大校、上校、中校、少校，上尉、中尉、少尉等等。